# Франсішку Валадаш
Франсішку Валадаш (порт. Francisco Valadas, 2 січня 1906 — ) — португальський вершник.
Бронзовий призер Олімпійських Ігор 1948 року в командній виїздці, учасник 1952 року.